# Lisa Marie Presley
Lisa Marie Presley (Memphis, Tennessee, 1968. február 1. – Calabasas, Kalifornia, 2023. január 12.) amerikai énekesnő és dalszerző. Elvis Presley énekes-színész, és Priscilla Presley színésznő egyetlen gyermeke, valamint apja hagyatékának egyedüli örököse. Presley zeneipari karriert futott be, és három albumot adott ki. Házasságban élt Danny Keough zenésszel, Michael Jackson énekessel, Nicolas Cage színésszel és Michael Lockwood zenei producerrel.

## Magánélete
1988. október 3-án ment hozzá a chicagói születésű zenészhez, Danny Keough-hoz. Két gyermekük született: Riley Keough (1989. május 29.) színésznő és modell, és Benjamin Storm Keough (1992. október 21.–2020. július 12.). Presley 1994. május 6-án a Dominikai Köztársaságban vált el.
Húsz nappal a Keough-tól való válása után Presley hozzáment Michael Jackson énekeshez.  Először 1975-ben találkoztak, amikor a hétéves Presley több koncertjén is részt vett Las Vegasban.
Presleyt 2000-ben jegyezte el John Oszajca zenész. Az eljegyzést felbontotta, miután találkozott Nicolas Cage-dzsel egy partin, 2002. augusztus 10-én házasodtak össze.
Presley és családja San Franciscóban lakott. 2010 és 2016 között egy 15. századi kastélyban éltek az angliai Rotherfieldben (East Sussex), 15 mérföldre keletre a Saint Hill Manortól, a Church of Scientology brit központjában.
Fia, Benjamin Keough 2020. július 12-én, 27 éves korában halt meg a kaliforniai Calabasasban, a saját maga okozott lövéssel. A Los Angeles megyei orvosszakértői hivatal öngyilkosságként tüntette fel a halál okát.

## Önéletírása magyarul
- Lisa Marie Presley–Riley Keough: Innen a nagy ismeretlenbe; ford. Andorai Péter, Mózner László; Troubadour Books, Kistarcsa, 2024